# (39813) 1997 XV4
(39813) 1997 XV4 est un astéroïde de la ceinture principale d'astéroïdes découvert en 1997.

## Description
(39813) 1997 XV4 a été découvert le 6 décembre 1997 au Centre de recherches en géodynamique et astrométrie (CERGA), à Caussols en France, par le projet scientifique européen OCA-DLR Asteroid Survey (ODAS).

### Caractéristiques orbitales
L'orbite de cet astéroïde est caractérisée par un demi-grand axe de 2,25 ua, un périhélie de 2,05 ua, une excentricité de 0,09 et une inclinaison de 2,26° par rapport à l'écliptique. Du fait de ces caractéristiques, à savoir un demi-grand axe compris entre 2 et 3,2 ua et un périhélie supérieur à 1,666 ua, il est classé, selon la JPL Small-Body Database, comme objet de la ceinture principale d'astéroïdes.

### Caractéristiques physiques
(39813) 1997 XV4 a une magnitude absolue (H) de 14,9 et un albédo estimé à 0,163.